# A kis Amadeus – Az ifjú Mozart kalandjai
A kis Amadeus – Az ifjú Mozart kalandjai (eredeti cím: Little Amadeus – Die Abenteuer des jungen Mozart) német televíziós rajzfilmsorozat, amelyet Udo Beissel rendezett. A forgatókönyvet Christoph Busse írta, a zenéjét Martin Bentz szerezte. Németországban 2006-tól a KiKA vetítette, Magyarországon az M1 és az M2 sugározta. A főszereplő a híres Wolfgang Amadeus Mozart zeneszerzőről ábrázolt rajzfigura. A történet a zeneszerző gyermekkorának mesés változatát mondja el. A zeneszerző születési évének 250. évfordulója alkalmából készült ez a sorozat.

## Ismertető
Amadeus 8 éves fiú. Szüleivel és testvérével él. Az őket felkaroló Hagenauer salzburgi polgár házában élnek évtizedeken át. A 18. század 2. felében Amadeust a szülei hozzászoktatták a salzburgi élethez. Amadeus is itt született csodagyermekként. Abból látszik, hogy csodagyermek, hogy már 5 éves korában elkezdte első zongoradarabját. Testvére Nannerl, aki segít neki a zenejátszásokban. A kiskutyája Pumperl, aki nagyon kíváncsiskodó és jó szaglású. Eredetileg Pimperlnek nevezték. A sorozat kedvéért az angol fogalom strici jelentése miatt megváltoztatták Pumperlnek. A család ellenfele az udvarmester Devilius, akinek unokaöccse Mario és ravasz patkánya Monti. Amadeus zenés sikerét kockázatos tervekkel akarják megakadályozni, de minden tervük füstbe ment és végül kibékültek a Mozart családdal. Amadeus barátai Kajetan, Ursel, Kati, Anna és Thomas. Összetartanak Amadeusszal és szívesen meghallgatják zenéit. Amadeusnak végül nagy zenés sikere lett és családjával a nagy világ egy részét is körbeutazták. Kati és Kajetan egy tűvel megszúrták ujjuk Amadeusszal együtt még a családjával való világ körüli útja előtt. Azért tették, hogy vérbarátok legyenek és ne felejtsék el sohase egymást, hogy milyen jó barátok.

## Szereplők
- Wolfgang Amadeus Mozart – A világhírű zeneszerző ifjúkorában, igazi csodagyermek, a mese főhőse.
- Nannerl Mozart – Amadeus nővére, gyakran segít az öccsének a zenegyakorlásban.
- Pumperl – Amadeus hűséges kiskutyája.
- Leopold Mozart – Amadeus édesapja.
- Anna Maria Mozart  – Amadeus édesanyja.
- Kajetan Hagenauer  – Amadeus legjobb barátja.
- Lorenzo Devilius – A salzburgi érsek titkára, a Mozart család legfőbb ellensége, aki Amadeus zenei tehetségének titkát akarja kifürkészni, és megakadályozni azt.
- Mario Carrieri – Devilius unokaöccse, gyakran segít a bácsikája fondorlatos terveiben Mozarték ellen, ám később ő is Amadeus barátja lesz.
- Monti – Devilius beszélő patkánya,  és gonosz terveinek legfőbb szolgáltatója.
- Maria Theresi – Császárnő, a Mozart család közeli barátja.
- Ursel Hagenauer – Amadeus barátja, a bátyjával Kajetánnal együtt szereti hallgatni a fiú zeneműveit.
- Kati – Amadeus barátja, szerencsét kíván a fiúnak zeneműveiben.
- Gräfin Kussmaul – Grófnő Salzburgban, aki szörnyű ideges természetű. Egyszer csak Amadeusnak sikerült őt jókedvre derítenie egy zeneművével.
- Fürsterzbischof Schrattenbach –  A salzburgi érsek, aki nagy csodálója a kis Amadeus zeneműveinek, ezért a legtöbbször igyekszik pártfogolni Mozartékat.
- Liser – Amadeus barátja, aki egy húsboltban dolgozik.
- Anna – Amadeus barátja, a bátyjával Thomassal együtt szereti hallgatni a zeneműveit.
- Thomas – Amadeus barátja.

## Magyar hangok
- Timon Barnabás – Amadeus
- Bogdányi Titanilla – Nannerl Mozart
- Sótonyi Gábor – Lorenzo Devilius
- Bartucz Attila –  Monti
- Szalay Csongor – Mario Carrieri
- Haagen Imre – Leopold Mozart
- Erdős Borcsa – Anna Maria Mozart
- Hamvas Dániel – Kajetan Hagenauer
- Kapácsy Miklós – Salzburgi érsek

## Epizódok

### 1. évad
1. Amadeus szólója
2. Óralopás
3. Pumperl bajban
4. Az emberrablók
5. A madárárus
6. Elcserélt hegedűk
7. Szóbeszéd
8. A fogadás
9. Mérgezett ital
10. A másik hajó
11. Táncol a kikötő
12. Utcazenészek
13. Sose csókolj meg egy császárnőt!

### 2. évad
1. A medve elszabadul
2. A törött billentyű
3. Vigyázz, csúszik!
4. Himlő
5. Ybbs titka
6. A zöld csodacsepp
7. Hulló csillagok
8. A Hallgató Nővérek kórusa
9. Reggeli koncert
10. A csodakutya
11. Szordínós trombita
12. A harangjáték
13. Vár a nagyvilág!